# There's Nothing Holdin' Me Back
«There's Nothing Holdin' Me Back» (en español: «Nada me detendrá») es una canción del cantante y compositor canadiense Shawn Mendes. Fue escrita por el mismo, Teddy Geiger y Geoff Warburton producida por Geiger y mezclada por Andrew Maury. La canción fue incluida en la reedición de su segundo álbum de estudio Illuminate (2016). Fue lanzada como sencillo el 20 de abril de 2017, a través de Island Records. El vídeo musical de la canción fue lanzado el 20 de junio del mismo año.

## Composición
"There's Nothing Holdin 'Me Back" es una pista de pop rock "dance-y". Un editor de Billboard señaló que cuenta con algunas guitarras eléctricas y "tensas" voces en el coro. A medida que avanza la pista optimista, incorpora handclaps, riffs de guitarra funky, y el pie-tapping bajo. El pre-coro fue inspirado en las primeras obras de Timbaland y Justin Timberlake.

## Recepción de la crítica
Escribiendo para Billboard, Taylor Weatherby notó que "el sonido de la canción cae justo en línea con la bondad de guitarra que trajo en su esfuerzo de segundo año, pero esta vez introduciendo un poco más de ventaja". Allison Bowsher para Much opinó el sonido "Es un regreso a los gusanos que lanzaron la carrera de Mendes en 2015. Como recuerdo de la sensibilidad pop de alta energía de "Something Big" de Mendes, la nueva pista de hoy juega con ascensores y caídas, permitiendo a Mendes mostrar la fuerza de su voz". En MTV News, Madeline Roth dijo que la canción es "más bailable que cualquier otra cosa en su catálogo, su voz es arenosa y ronca, sobre todo en el apasionado y agresivo gancho".

## Presentaciones en vivo
"There's Nothing Holdin 'Me Back" apareció en el repertorio del Illuminate World Tour. Mendes también presentó el sencillo en The Graham Norton Show el 9 de junio de 2017, en el Summer Ball de Capital FM el 10 de junio del mismo año. Y en The Tonight Show Starring Jimmy Fallon el 19 de junio.

## Vídeo musical
El videoclip de la canción fue lanzado el 20 de junio de 2017. El clip, filmado en París, Ámsterdam y en Reino Unido, ve a Mendes y su interés amoroso (interpretado por la actriz Ellie Bamber) explorando Europa mientras el cantante está de gira. La pareja corre a través de centros de transporte, trenes y trekking a lo largo de la costa. El vídeo también muestra imágenes de los conciertos de Mendes.
A finales de enero de 2025, el videoclip cuenta con más de 1316 millones de reproducciones en YouTube

## Posicionamiento en listas

### Semanales
| Alemania        | Official German Charts       | 5  |
| Australia       | ARIA Top 100 Singles         | 4  |
| Austria         | Ö3 Austria Top 40            | 3  |
| Bélgica (Fl)    | Ultratop                     | 4  |
| Bélgica (W)     | Ultratop                     | 20 |
| Canadá          | Canadian Hot 100             | 7  |
| Costa Rica      | Monitor Latino               | 9  |
| Dinamarca       | Tracklisten                  | 4  |
| Escocia         | Scottish Singles Chart       | 2  |
| Eslovaquia      | Singles Digital Top 100      | 7  |
| Eslovenia       | SloTop50                     | 13 |
| España          | PROMUSICAE                   | 11 |
| Estados Unidos  | Billboard Hot 100            | 6  |
| Estados Unidos  | Pop Songs                    | 1  |
| Estados Unidos  | Adult Contemporary           | 18 |
| Estados Unidos  | Adult Pop Songs              | 9  |
| Estados Unidos  | Dance/Mix Show Airplay       | 18 |
| Filipinas       | Philippine Hot 100           | 19 |
| Finlandia       | Suomen virallinen lista      | 18 |
| Francia         | SNEP                         | 39 |
| Guatemala       | Monitor Latino               | 11 |
| Hungría         | Radio Top 40                 | 12 |
| Irlanda         | IRMA                         | 5  |
| Italia          | FIMI                         | 18 |
| Letonia         | Latvijas Top 40              | 4  |
| Líbano          | The Official Lebanese Top 20 | 14 |
| Malasia         | RIM                          | 12 |
| Noruega         | VG-lista                     | 15 |
| Nueva Zelanda   | NZ Top 40 Singles Chart      | 8  |
| Países Bajos    | Dutch Top 40                 | 8  |
| Polonia         | Polish Airplay Top 100       | 15 |
| Portugal        | AFP                          | 7  |
| Reino Unido     | UK Singles Chart             | 4  |
| República Checa | Singles Digitál Top 100      | 8  |
| Suecia          | Sverigetopplistan            | 11 |
| Suiza           | Schweizer Hitparade          | 11 |
| Uruguay         | Monitor Latino               | 16 |

### Certificaciones
| País           | Organismo certificador | Certificación | Ventas certificadas | Ref.   |
| -------------- | ---------------------- | ------------- | ------------------- | ------ |
| Alemania       | BVMI                   | Platino       | 400 000             | [ 49 ] |
| Australia      | ARIA                   | 4× Platino    | 280 000             | [ 50 ] |
| Bélgica        | BEA                    | 2× Platino    | 40 000              | [ 51 ] |
| Brasil         | Pro-Música Brasil      | Diamante      | 160 000             | [ 52 ] |
| Canadá         | Music Canada           | 5× Platino    | 400 000             | [ 53 ] |
| Dinamarca      | IFPI — Dinamarca       | Platino       | 60 000              | [ 54 ] |
| España         | PROMUSICAE             | Platino       | 40 000              | [ 55 ] |
| Estados Unidos | RIAA                   | 3× Platino    | 3 000 000           | [ 56 ] |
| Francia        | SNEP                   | Platino       | 150 000             | [ 57 ] |
| Italia         | FIMI                   | 4× Platino    | 200 000             | [ 58 ] |
| México         | AMPROFON               | 2× Platino    | 120 000             | [ 59 ] |
| Nueva Zelanda  | RMNZ                   | Platino       | 30 000              | [ 60 ] |
| Portugal       | AFP                    | Platino       | 10 000              | [ 61 ] |
| Reino Unido    | BPI                    | 2× Platino    | 1 200 000           | [ 62 ] |
| Suecia         | IFPI — Suecia          | 2× Platino    | 80 000              | [ 63 ] |

## Premios y nominaciones
| Año  | Premiación                | Categoría          | Resultado | Ref.   |
| ---- | ------------------------- | ------------------ | --------- | ------ |
| 2017 | MTV Europe Music Awards   | Mejor Canción      | Ganador   | [ 64 ] |
| 2017 | MTV Video Music Awards    | Canción del Verano | Nominado  | [ 65 ] |
| 2018 | iHeartRadio Music Awards  | Mejor Videoclip    | Nominado  | [ 66 ] |
| 2018 | iHeartRadio Music Awards  | Mejor Letra        | Nominado  | [ 66 ] |
| 2018 | Juno Awards               | Sencillo del Año   | Ganador   | [ 67 ] |
| 2018 | Radio Disney Music Awards | Canción del Año    | Nominado  | [ 68 ] |